# M8 Scott
De 75 mm Howitzer Motor Carriage M8, bijgenaamd M8 Scott, was een stuk gemechaniseerde artillerie van het Amerikaanse leger tijdens de Tweede Wereldoorlog.

## Ontwikkeling
Het voertuig was ontwikkeld op het chassis van de, toen, net nieuwe M3 Stuart. Op het prototype was de toren van de M3 vervangen door een toren die open was aan de bovenkant. Het voertuig kreeg de naam T47.

## Bewapening
De bewapening bestond uit een open toren met daarin een 75 mm M2 Houwitser, later een 75 mm M3 Houwitser. Het voertuig kon 46 projectielen meenemen. Deze konden zowel rook- als explosiegranaten zijn (Smoke M89 en H.E. M48). Op deze aanpassing van de M3 bevond zich geen Browning M1919A4 .30-06, zoals gebruikelijk was voor dat model, maar alleen een .50 Browning M2, die bedoeld was voor kleine afstandsschoten en antiluchtverdediging.

## Productie
In april 1942 begon de productie van de T47, die toen werd omgedoopt tot 75 mm Howitzer Motor Carriage M8. De productie liep van september 1942 tot januari 1944, en resulteerde in 1778 exemplaren.

## Krijgsgeschiedenis
De M8 nam deel aan gevechten tijdens de Italiaanse Veldtocht, aan het westfront en tijdens de Pacifische Oorlog. Ook na de Tweede Wereldoorlog bleef het in actieve dienst. Het werd gebruikt door de Union française tijdens de Eerste Indochinese Oorlog. Het voertuig werd later uit gebruik genomen toen er M4 Shermantanks werden gemodificeerd met het 105mm houwitser.

## Varianten
- 75 mm Howitzer Motor Carriage M8 - De originele versie.
- 75 mm Howitzer Motor Carriage M8A1 - Zelfde als de originele versie, maar met een ander kanon, de M3 75mm houwitser.